# 宇津峠
宇津峠（うつとうげ）は、山形県西置賜郡小国町から山形県西置賜郡飯豊町にかけての峠。
そのほか静岡県浜松市などにも同名の峠がある。

## 概要

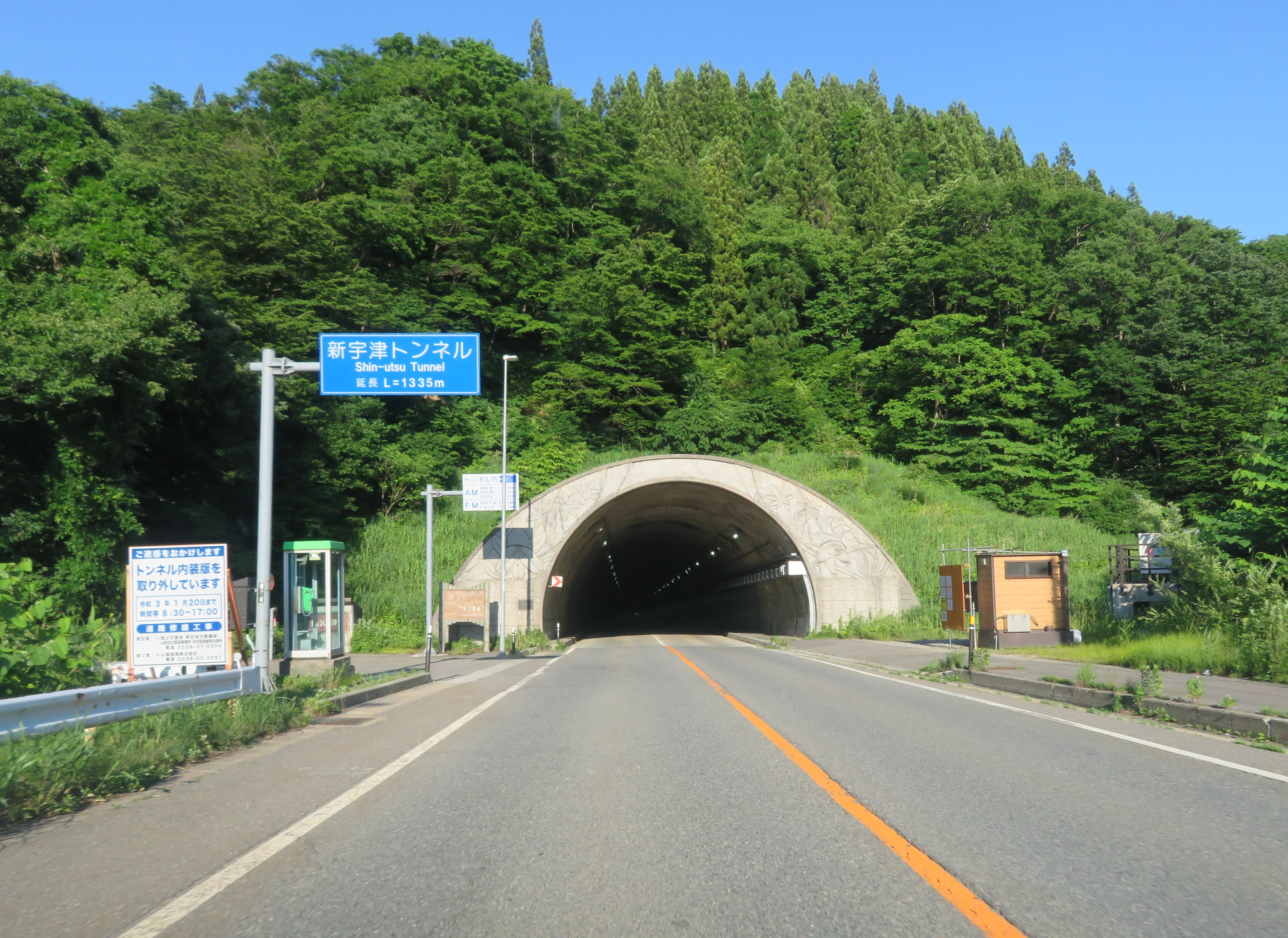
国道113号新宇津トンネル（新潟方面側坑口）

- 位置 ：山形県西置賜郡小国町～山形県西置賜郡飯豊町
- 経由道路：国道113号
- 経由線路：JR東日本米坂線
- 標高 ：390m

### 国道113号宇津峠（現道）
現在の国道113号は、羽前沼沢集落から間瀬川にそって峠へ登って行き、遅越トンネル、間瀬橋を経由した後、新宇津トンネル（旧道にも宇津トンネルがあるが、ここでは現道のトンネルを新宇津トンネル、旧道のトンネルを宇津トンネルと表記する）で旧峠の下を通り、落合橋、宇津川橋などを経由し手ノ子集落に至る。

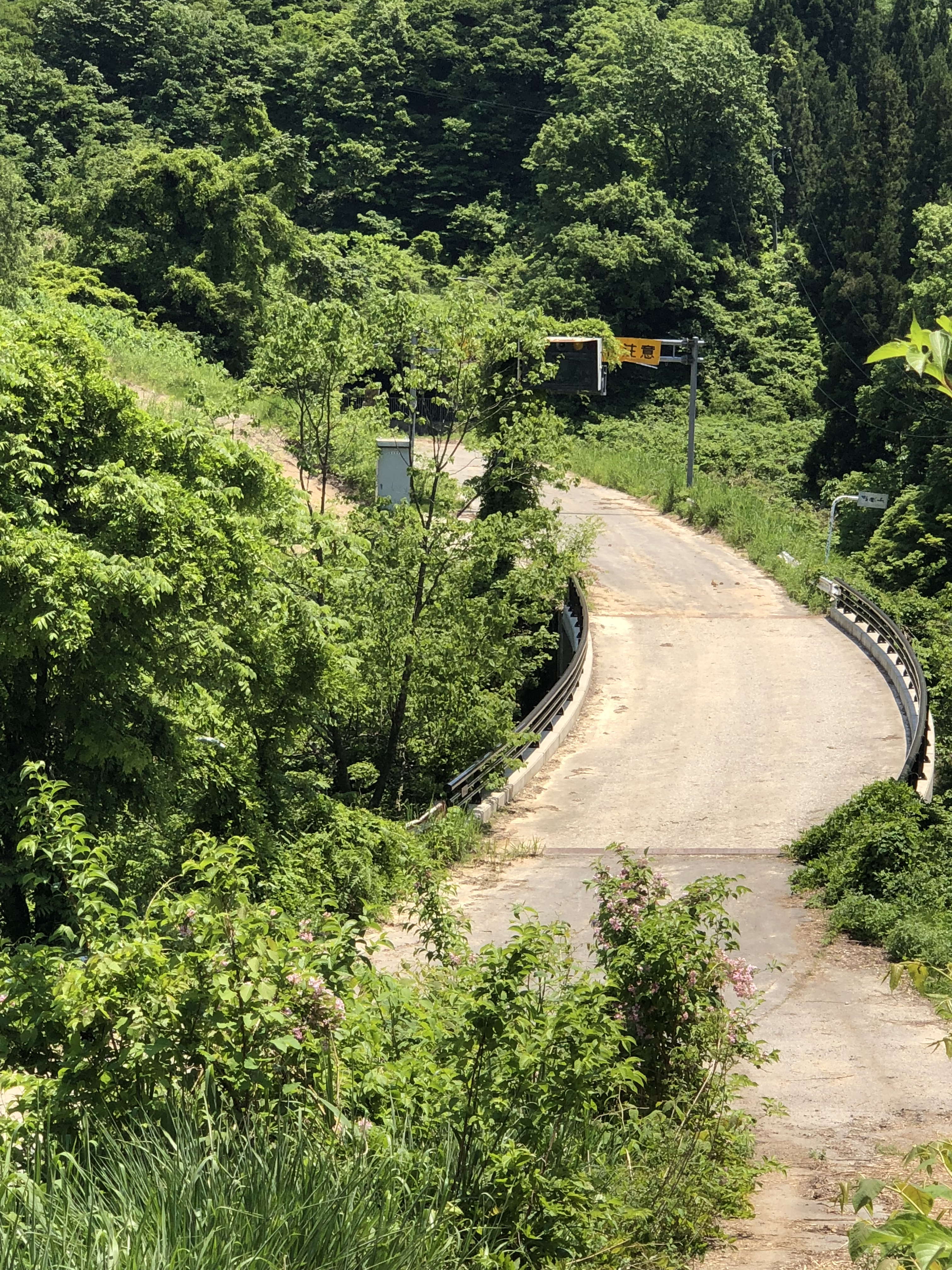
旧国道113号線 小国側トンネル出口

### 旧道宇津峠
旧道の宇津峠は、間瀬橋先から国道113号（現道）と分岐し、宇津トンネルを通り手ノ子集落手前で国道113号（現道）に合流する。現在宇津トンネル付近は通行止めとなっている。
また、宇津峠には旧道開通前に使われていた道も存在している。なお、この道は三島通庸によって開通させられている。

旧国道に残る道路設備の数々
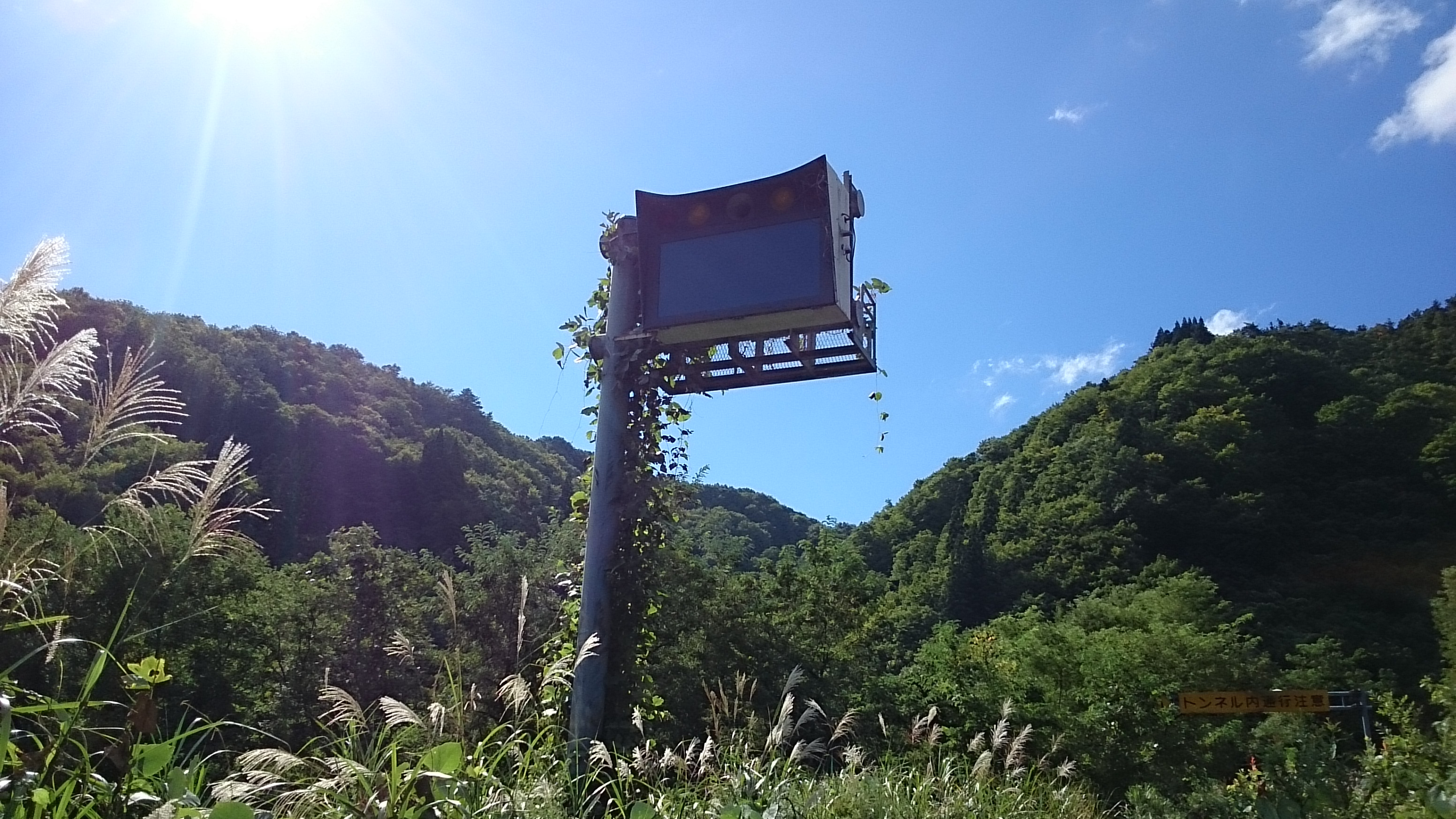
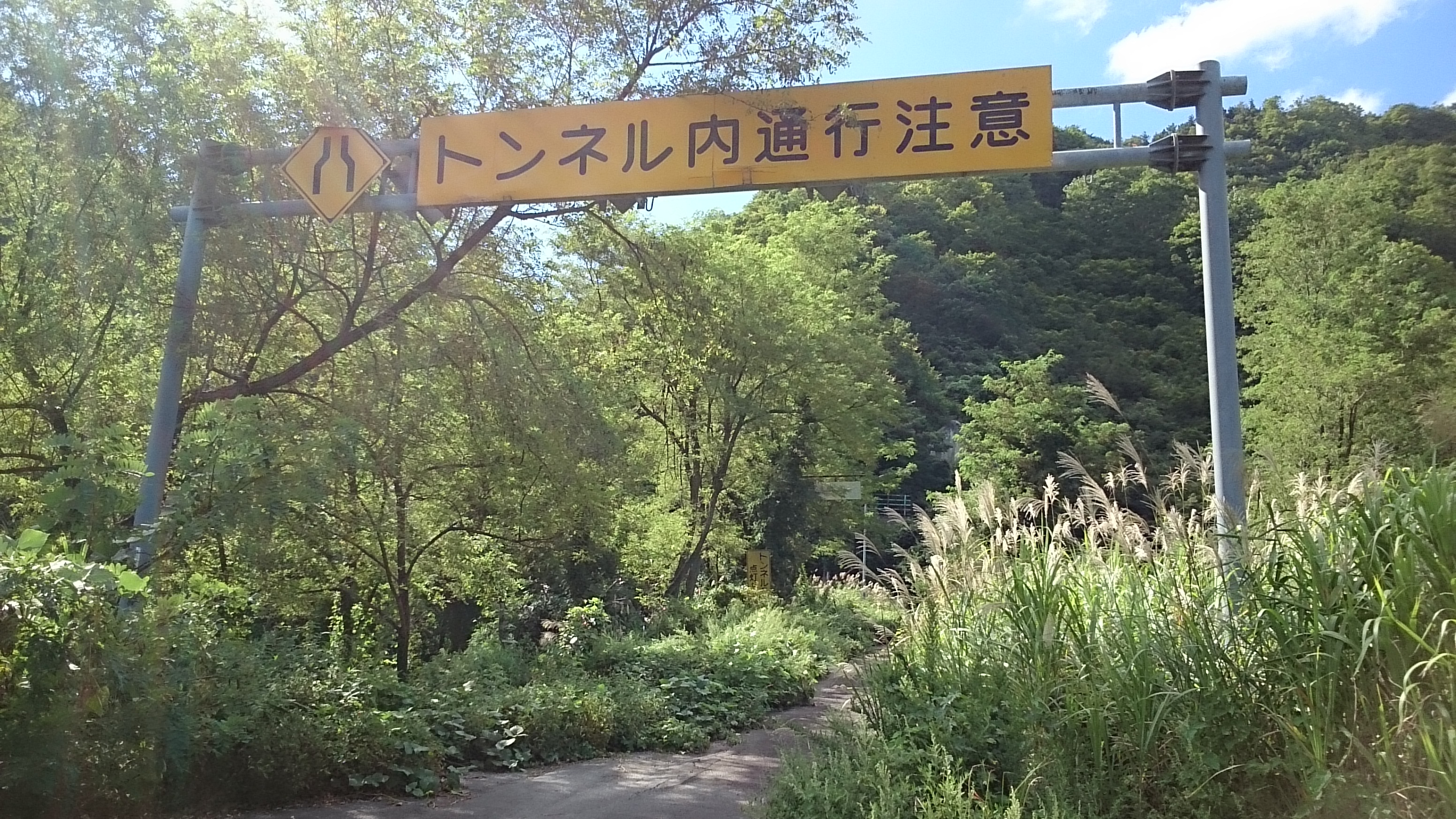
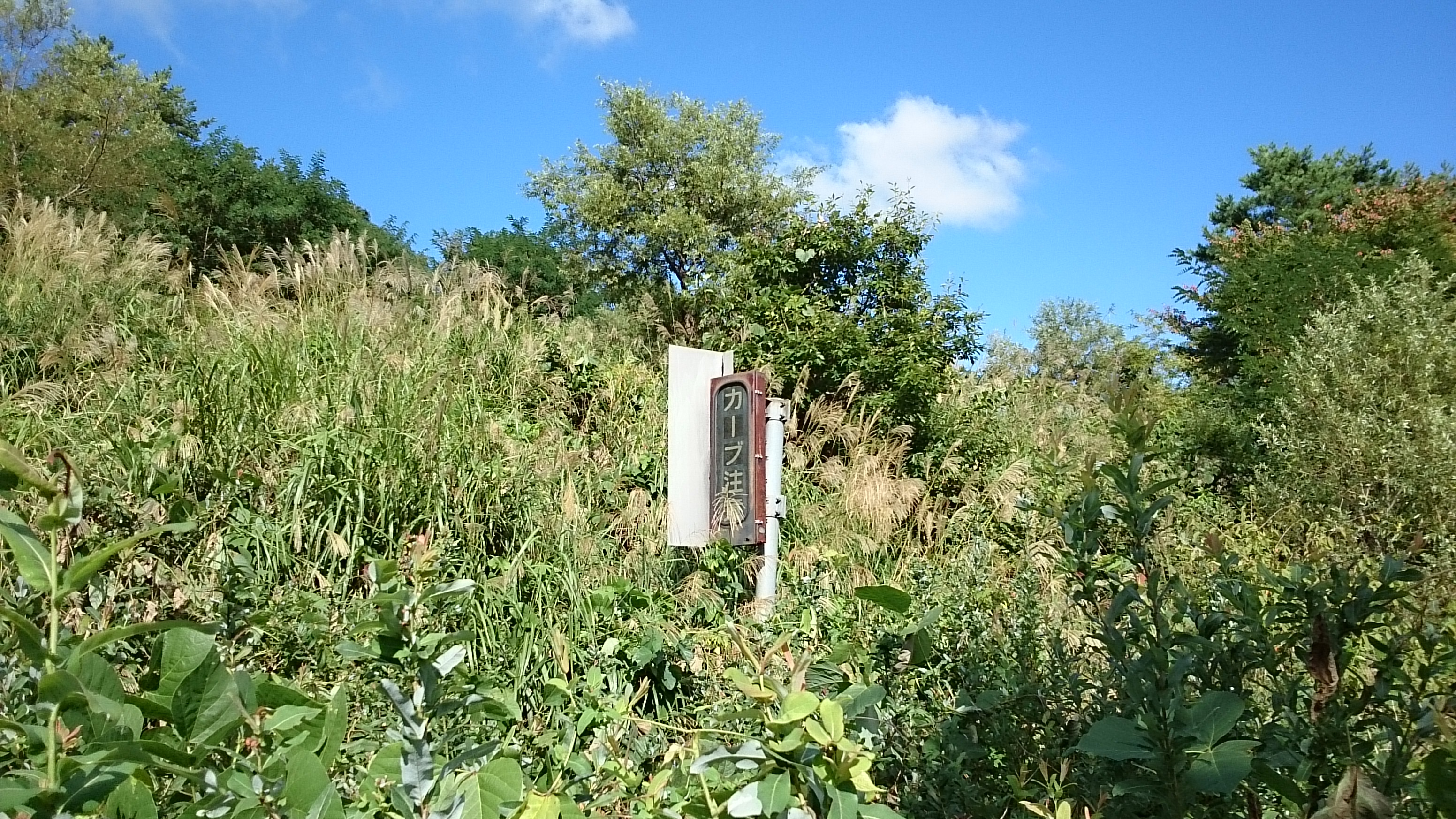
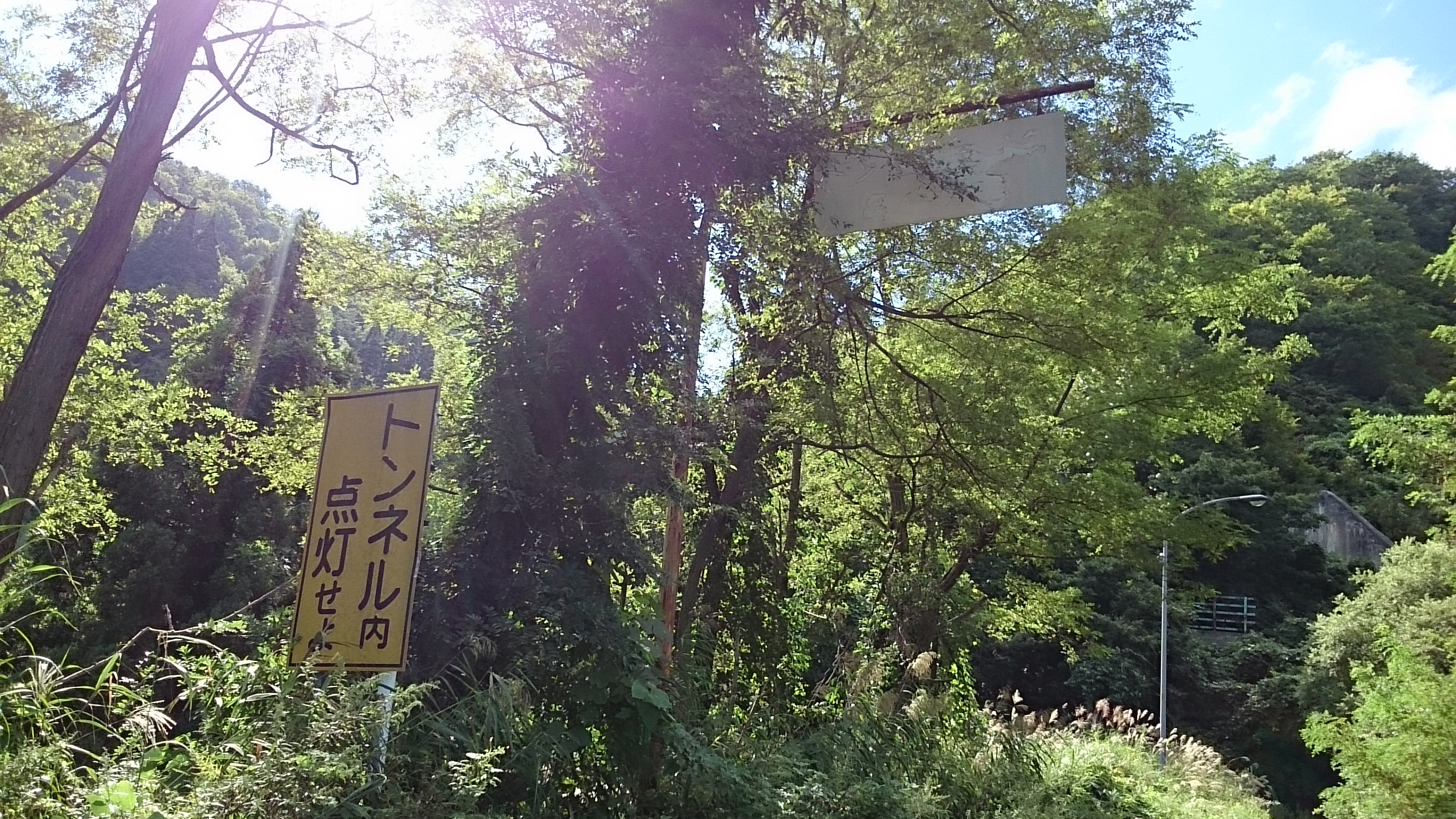